# SN 2007lc
SN 2007lc – supernowa typu Ia odkryta 6 października 2007 roku w galaktyce A004909+0035. W momencie odkrycia miała maksymalną jasność 19,60m.